# Pusong Lama
Pusong Lama is een bestuurslaag in het regentschap Lhokseumawe van de provincie Atjeh, Indonesië. Pusong Lama telt 4484 inwoners (volkstelling 2010).